# Concessie (gebied)
Een concessie of pachtgebied (ook wel condominium inégal) is een gebied waarvan de volledige uitoefening van soevereiniteitsrechten is overgedragen aan een andere staat. De oorspronkelijke staat behoudt zijn soevereiniteit over het gebied, maar geeft de uitoefening daarvan uit handen aan de verkrijgende staat. De gebiedsverpachting geschiedt meestal voor een bepaalde tijd, maar zij kan ook eeuwigdurend zijn.

## Bekende concessies
Veel concessies werden verleend door de zwakke Qing-dynastie in China aan het eind van de negentiende en begin van de twintigste eeuw. Bij de zogenaamde "ongelijke verdragen" stemde het in om een lange lijst van territoria (meestal havens, soms met achterland) in concessie te geven aan Europese mogendheden en Japan. De belangrijkste was de natuurlijke haven Hongkong, met (later fors uitgebreid) achterland, die een rijke Britse kroonkolonie werd. Deze werd uiteindelijk teruggegeven aan China (intussen een communistische volksrepubliek) ongeveer gelijktijdig met Macau, waar de Portugezen het gezag voerden. Een ander voorbeeld is de Internationale Concessie van Shanghai. Ook België had een dergelijke Chinese concessie in Tianjin.
In 1903 sloot de VS een pachtverdrag met Panama, dat het bestuur over de Panamakanaalzone en de exploitatie van het (dan nog te realiseren) Panamakanaal overdroeg aan een door het VS-ministerie van defensie gecontroleerde Panama Canal Company. Panama kreeg het bestuur terug in 1979, de operationele controle van de Kanaalautoriteit in 1999.
In 1903 sloot de VS ook een pachtverdrag voor haar vlootbasis Guantanamo Bay op Cuba, die sinds de verlenging bij verdrag op 31 mei 1934 voor onbepaalde duur is (enkel te beëindigen bij wederzijds akkoord), en de volle uitoefening van de soevereiniteit toelaat. Hier oefenen de militaire (vloot)basis-commandanten het gezag uit. Het werd berucht als site van de speciale militaire gevangenis voor terreurverdachten, waar een juridisch vacuüm werd ingeroepen voor op VS-territorium ongeoorloofde praktijken.
De door de Sovjet-Unie sinds 1955 in de Kazachse SSR gebouwde kosmodroom (ruimtelanceerstation) Bajkonoer (Bayqongyr in het Kazachs; aanvankelijk Leninsk geheten tot 1995) kwam bij het uiteenvallen van de Sovjet-Unie in onafhankelijk Kazachstan te liggen, maar diende voor het ruimtevaartprogramma dat was overgenomen door Rusland. Op 10 december 1994 werd een pachtverdrag gesloten, dat op 9 januari 2004 (een maand te laat) werd verlengd tot 2050. De akim (gouverneur) van de omliggende Kazachse oblast (provincie) Qızılorda is er wel 'presidentieel gevolmachtigde'.